# Аплоу
Аплоу (mlv. Aplow [aplʊw]) или Валува (Волов. Valuwa [βʊlʊw] ) — деревня в республике Вануату, расположенной в юго-западной части Тихого океана. Деревня Аплоу расположена в восточной части острова Моталава в провинции Торба.

## Описание
Аплоу расположенная в восточной части острова Моталава, на островах Банкс в Вануату. Рядом с ним находится аэропорт острова, также известный как аэропорт Валуа. Весь округ вокруг деревни образующий восточную часть острова также носит название Аплоу.
В прошлом округ Аплоу была местом общинного языка или диалекта, известного как улоу. В 80-х годах XX века язык улоу исчез, поскольку носители приняли язык мвотлап с западной стороны острова.